# Tricogena caucasica
Tricogena caucasica är en tvåvingeart som först beskrevs av Villeneuve 1908.  Tricogena caucasica ingår i släktet Tricogena och familjen gråsuggeflugor. Inga underarter finns listade i Catalogue of Life.